# Yeşilköy, Doğanyol
Yeşilköy là một xã thuộc huyện Doğanyol, tỉnh Malatya, Thổ Nhĩ Kỳ. Dân số thời điểm năm 2011 là 60 người.